# Caracol Televisión
Caracol Televisión (acrónimo de Cadena Radial Colombiana) es un canal de televisión abierta colombiano, propiedad de Valorem. Fue fundada como una empresa productora de contenido televisivo el 28 de agosto de 1969 e inició sus emisiones como canal independiente el 10 de julio de 1998.
En la actualidad es miembro de la Alianza Informativa Latinoamericana, de la Organización de Telecomunicaciones de Iberoamérica (OTI), del Consorcio de Canales Nacionales Privados y de Asomedios.

## Historia

### Como una programadora
Caracol Televisión comenzó a gestarse en 1954, cuando la Organización Radiodifusora Caracol le ofreció a la Televisora Nacional (luego convertida en Inravisión, hoy RTVC) una fórmula para sostener su operación por medio de las concesiones para determinados espacios de programación para su explotación comercial. En ese entonces, los directivos Carlos Sanz de Santamaría, Pedro Navias y Germán Montoya, empezaron a plantear la posibilidad de establecer la primera estación de televisión, conocida en Colombia como programadora. Un año más tarde, en 1955, dicha idea fue aceptada y se decidió compartir los derechos con la Radiodifusora Nacional.
En 1967, el Instituto Nacional de Radio y Televisión (Inravisión), le adjudicó por medio de una licitación a la entonces programadora, por 45 horas de programación a la semana. El 28 de agosto de 1969, se lanza la programadora Caracol Televisión, con el objetivo primordial de comercializar y producir programas de televisión.
En 1971, Caracol Televisión entra a formar parte de la Organización de Televisión Iberoamericana (OTI), junto con las productoras Producciones PUNCH y RTI Televisión, que también crean los Estudios GRAVI para el año 1975, donde se grabaron varios de sus programas icónicos de las décadas de los 70, 80 y 90.
En 1987, el Grupo Santo Domingo (hoy Valorem) adquirió el control accionario y comienza una modernización a nivel tecnológico y administrativo. En 1989 tuvo un primer intento no exitoso de convertirse en canal privado.
Durante la licitación que adjudicó los espacios de televisión entre 1992 y 1997, la compañía se constituyó en una de las mayores concesionarias, operando en la Cadena Uno, hoy Canal Uno. El 1 de enero de 1998, Caracol Televisión sale como programadora del Canal Uno y debuta como una productora.

### Como un canal privado

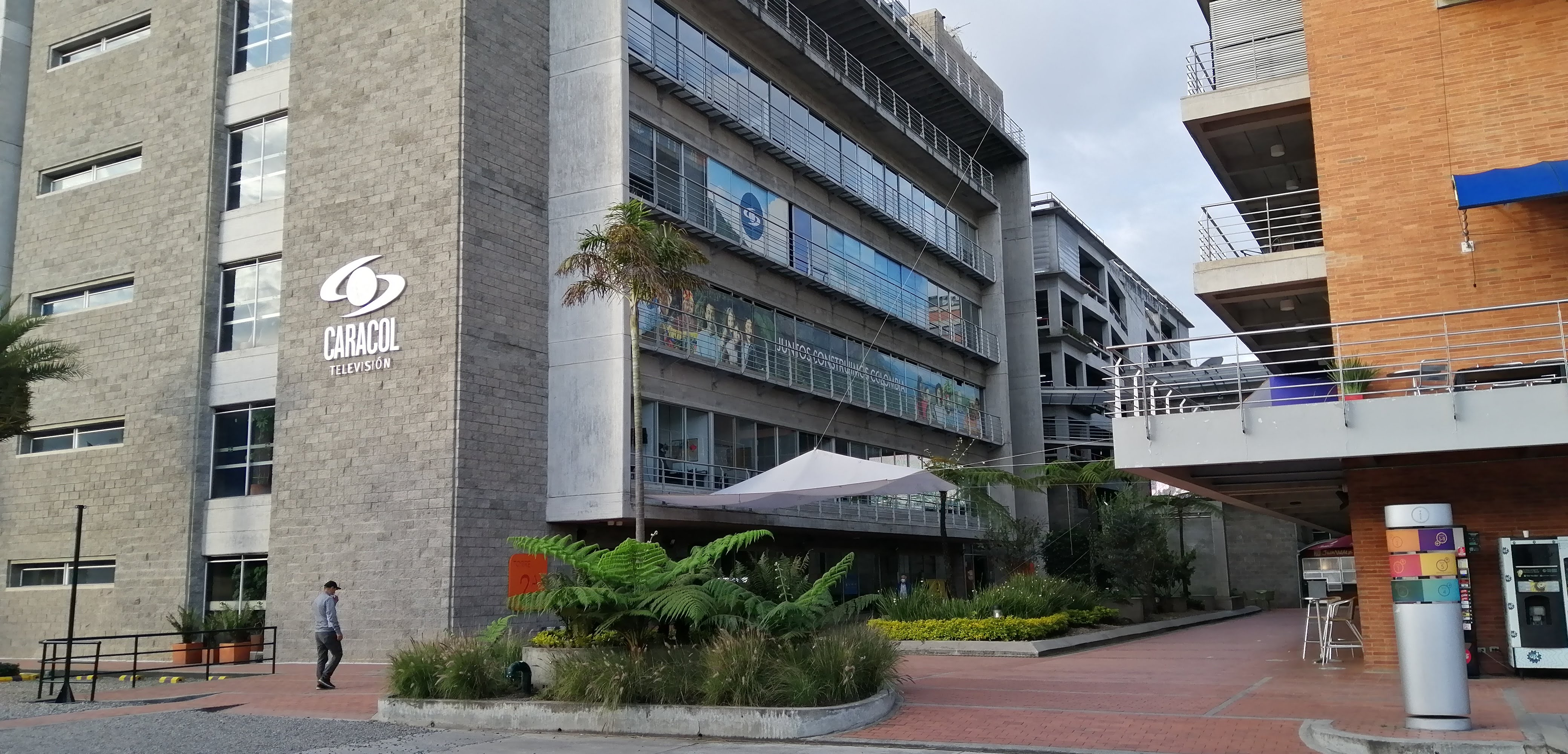
Instalaciones de Caracol Televisión en Bogotá.

En desarrollo de una nueva legislación que permitió la concesión a operadores privados del servicio de televisión, el 24 de noviembre de 1997, Caracol Televisión recibió una de las dos adjudicaciones para operar como "canal nacional de operación privada" por 10 años por parte de la entonces Comisión Nacional de Televisión (CNTV), siendo asignada la otra licencia a RCN Televisión. Bajo la presidencia de Mabel García de Ángel, se implementó un plan de ampliación, a efectos de lograr que la infraestructura que servía para producir diez horas y media de programación semanal, alcanzara la capacidad para producir y tener al aire 18 horas diarias de programación general a partir de julio de 1998. En 1998 se convierte en un canal privado y comienza a trasladar sus estudios a la carrera 21 # 39B-41 en el barrio La Soledad y en la calle 27 # 4-01 en el barrio La Macarena en Bogotá.
Comenzó sus emisiones como un canal privado el 10 de junio de 1998 de una manera experimental con una transmisión en vivo de la ceremonia de inauguración de la Copa Mundial de Fútbol en Francia, esto en conjunto con sus producciones de su época como programadora. El 10 de julio del mismo año se iniciaron las emisiones regulares a las 3:00 p. m.. La señal se veía inicialmente en Bogotá, Medellín, Cali, Pereira, Manizales y Armenia; luego fue llegando a más lugares del país. En esa misma fecha se inicia la primera emisión de Caracol Noticias a las 9:00pm con las conducciones de María Cristina Uribe y María Lucía Fernández y bajo la dirección de Yamid Amat.
En 2000 se fortaleció el convenio con TEPUY, empresa comercializadora de televisión internacional, y en 2001, se realizó una breve alianza de producción con Walt Disney International a través de su sello Buena Vista Internacional, que dio como resultado la telenovela La baby sister. En el mismo año, Caracol selló una alianza de contenidos con RTI Televisión y Telemundo.
En 2003, Caracol Radio y sus emisoras hermanas, pasaron a formar parte del Grupo Prisa de España, con lo cual dejó de tener vínculos formales y comerciales con Caracol Televisión.
En 2007, se culminó la construcción de su nueva sede en el barrio La Floresta en la localidad de Suba, al noroccidente de Bogotá, con un costo estimado de 30 millones de dólares. Cuenta con catorce estudios y diez unidades móviles.
En 2008, Caracol Televisión y sus filiales Caracol TV América Corp. y Caracol Televisión Inc., constituyeron una de las cinco compañías productoras y distribuidoras más grandes de América Latina, con presencia en más de 50 países del mundo.
El 23 de febrero de 2009, lanzó Novelas Caracol, un canal cuya programación está basada en telenovelas del archivo mediático de la compañía, siendo el competidor directo de RCN Telenovelas.
En agosto de 2011, firmó un acuerdo con el canal Arirang TV de Corea del Sur, operado por la Fundación Internacional de Radiodifusión de Corea (Korea International Broadcasting Foundation), que le permitiría a las dos cadenas el cubrimiento de noticias, deportes y otros temas de interés general. Igualmente, intercambiarán programas culturales, artísticos, científicos, deportivos, noticiosos y de otros aspectos cuando así lo requieran. Al tiempo que se unirían para la coproducción de programas de televisión.[cita requerida]
El 1 de enero de 2011, con la llegada de la TDT, comenzó sus emisiones en HD. La emisión incluía la primera programación producida en alta definición. El crecimiento logrado permitió que, el 17 de abril de 2014, Caracol Televisión decidiera suspender su señal HD transmitida por los principales operadores de televisión por suscripción en Colombia, aunque permitió que se volviera a transmitir durante el Mundial de Fútbol Brasil 2014. En agosto de 2016, a dos años del retiro de su señal HD de los operadores de televisión por suscripción en Colombia, la señal HD empieza a emitir en simultáneo con la señal SD, la cual cambió su relación de aspecto de 4:3 a 16:9. El 30 de marzo de 2017, la señal HD de Caracol Televisión volvió a ser distribuida en proveedoras de televisión por suscripción tras un fallo del Tribunal Supremo de Bogotá y la Superintendencia de Industria y Comercio.
El 20 de mayo de 2014, comenzó emisiones un nuevo canal HD por TDT, Caracol HD2.[cita requerida] El 14 de septiembre de 2016, Caracol Televisión lanzó un otro canal HD denominado Caracol HD3 por TDT, aunque en 2019 fue retirado tras una larga emisión de prueba.[cita requerida]
El 12 de junio de 2015, Caracol Televisión S.A. y Caracol Televisión Inc. lanzaron una nueva división denominada Caracol Medios, encargada de gestionar las operaciones de radiodifusión en Colombia y exportación de programación en Latinoamérica, lo que convierte a la empresa en una de las cinco compañías de televisión más grandes de la región.[cita requerida]
En enero de 2018, se dio a conocer por varios medios que Canal RCN estaría contemplando no renovar su licencia de señal abierta por un valor de USD 100 millones y en su lugar hacer una inversión para crear un paquete de canales pago a través de plataformas en línea o por suscripción, esto debido a su bajo índice de audiencia frente a Caracol. Luego de esto, se conoció que Caracol también estaría considerando esta opción. Sin embargo, esas afirmaciones fueron desmentidas, y en abril de ese mismo año tanto RCN Televisión como Caracol Televisión renovaron sus licencias ante la Autoridad Nacional de Televisión.

## Presidentes
- Fernando Londoño Henao (1969-1972)
- Jesús Álvarez Botero (1972-1978)
- Mauricio Calle Otero (1978-1986)
- Diego Fernando Londoño Reyes (1986-1990)
- Mabel García de Ángel (1990-1999)
- Ricardo Alarcón Gaviria (1999-2001)
- Paulo Laserna Phillips (2001-2011)
- Carlos Alejandro Pérez Dávila (2011-2012)
- Gonzalo Córdoba Mallarino (2012-presente)

## Programación
Caracol Televisión es un canal generalista y emiten telenovelas y series nacionales y extranjeras, miniseries, realities, concursos, documentales, películas, informativos y programas de variedades.

### Telenovelas y series
Caracol Televisión ha producido muchas producciones de mayor éxito que han sido vendidas alrededor de todo el mundo, como: Escobar, el patrón del mal, Rafael Orozco, el ídolo, Arelys Henao, La reina del flow, Pasión de gavilanes, La promesa, La nocturna, El cartel, La saga, negocio de familia, Las muñecas de la mafia, Caballo viejo, Pedro el escamoso, La ronca de oro, La niña, Bolívar y Sin tetas no hay paraíso, entre otras producciones.[cita requerida]

### Transmisiones deportivas
Caracol Televisión tiene los derechos de transmisión de los encuentros de la Selección Colombia, que lo realiza bajo el nombre del Gol Caracol desde 1993. Además, posee los derechos de transmisión de los torneos de la FIFA para Colombia, como la Copa Mundial de Fútbol, la Copa América, las Eliminatorias Suramericanas, las carreras de ciclismo y los Juegos Olímpicos.
Caracol Televisión transmite las tres grandes vueltas del ciclismo. Desde 2016 cuenta con los derechos de trasmisión del Tour de Francia.
El 23 de julio de 2021, fue lanzada la marca Caracol Sports durante la transmisión de los Juegos Olímpicos de Tokio 2020.

### Informativos
Las noticias de Colombia y el mundo son presentadas en Caracol Televisión por Noticias Caracol desde 1995, con varias ediciones diarias, 4 ediciones de lunes a viernes y 2 ediciones los sábados domingos y festivos. Anteriormente los informativos llevaron la marca de 7:30 Caracol (1995-1998), y 7:00am Caracol (1998) de enero a julio (como programadora), y finalmente Caracol Noticias (1998-2007), antes de su denominación actual (como canal privado).

### Programación especial
Algunos programas especiales que son transmitidos por Caracol Televisión de forma anual o cada cierto tiempo, son los debates presidenciales que lo realiza a través de Colombia Decide, elecciones generales de cargos públicos, eventos especiales, cadenas nacionales del Presidente de la República y además el espacio benéfico Teletón y la caminata de la Solidaridad por Colombia habitualmente en el último domingo de agosto de cada año, junto a otros canales de la televisión colombianos. Desde 2024 en Viernes Santo es habitual la emisión de la serie anglo-italiana Jesús de Nazareth como un largometraje. Otra festividad que se cubre anualmente es la emisión del espectáculo pirotécnico y musical de año nuevo en Barranquilla a través de Fiesta Caracol de Fin de Año. Anteriormente, en años pasados se emitían las celebraciones en Bogotá a través de la La gran fiesta de los hogares colombianos.[cita requerida]
Caracol Televisión en su momento trasmitía el Festival de la Leyenda Vallenata desde las ediciones de 2008 hasta 2011. También transmitió en su momento el Festival de la OTI (como programadora).[cita requerida]

## Audiencia
Desde que se le otorgó la licencia en 1997 y comenzó a transmitir en 1998, Caracol Televisión ha sido el canal más visto del año en Colombia 16 veces: 2002, 2003, 2004, 2005, 2008, 2009, 2012, 2013, 2014, 2016, 2017, 2018, 2019, 2020, 2021 y 2022, 9 ocasiones más que su enfrentado, RCN Televisión, con lo cual se convierte en el canal privado más visto en la televisión colombiana.

### Producciones más vistas
Los 10 programas del canal con mayores cifras de índice de audiencia desde 1998 han sido:
| N.º | Producción                                  | Género              | Año             | Índice de audiencia Hogares | Índice de audiencia Personas |
| --- | ------------------------------------------- | ------------------- | --------------- | --------------------------- | ---------------------------- |
| 1   | Pasión de gavilanes                         | Telenovela          | 2003-2004; 2020 | 43,1                        | 17.8                         |
| 2   | Yo me llamo 1                               | Concurso musical    | 2011            | 41,1                        | 17.0                         |
| 3   | La reina del flow                           | Telenovela          | 2018-2021       | 41,0                        | 16.8                         |
| 4   | La voz Kids 1                               | Concurso musical    | 2014            | 38,6                        | 16.6                         |
| 5   | Yo me llamo 6                               | Concurso musical    | 2018            | 39.4                        | 16.1                         |
| 6   | Escobar, el patrón del mal                  | Serie de televisión | 2012            | 38,7                        | 16,3                         |
| 7   | Expedición Robinson 1                       | Reality             | 2001            | 38,2                        | 15.6                         |
| 8   | Desafío 2005: Cabo Tiburón, Chocó, Colombia | Reality             | 2005            | 36,2                        | 14.9                         |
| 9   | El cartel 1                                 | Serie de televisión | 2008            | 35,2                        | 14.9                         |
| 10  | Sin tetas no hay paraíso                    | Serie de televisión | 2006            | 35,2                        | 14.9                         |